# مورسبورگ (تنسی)
مورسبورگ(به انگلیسی: Mooresburg) شهری در ایالت تنسی کشور ایالات متحده آمریکا است که جمعیت آن در سرشماری سال ۲۰۱۰ میلادی، ۹۴۱ نفر بوده‌است.